# Terminal Intermodal Sapopemba

O Terminal Intermodal Sapopemba é um equipamento de transporte público que congrega no mesmo espaço uma estação da Linha 15 do Metrô de São Paulo e um terminal de ônibus municipal.

## Estação do metrô
A Estação Sapopemba é uma estação de monotrilho da Linha 15–Prata do Metrô de São Paulo, localizada na zona sudeste da cidade de São Paulo. Foi inaugurada em 16 de dezembro de 2019, junto às estações Fazenda da Juta e São Mateus.

### História
Sapopemba iria receber uma das paradas do trecho leste do Expresso Tiradentes. A primeira etapa dessa obra foi implantada, com a construção do terminal de ônibus (vide seção abaixo). Posteriormente, em 2009, a prefeitura de São Paulo repassou o projeto para o governo do estado que o alterou, transformando um corredor de ônibus em uma linha de monotrilho.
Os primeiros projetos da estação Sapopemba foram divulgados ao público em novembro de 2009.  No entanto, o primeiro passo para a realização das obras só ocorreu em 2012, quando foi publicado o decreto estadual Nº 57.837 que desapropriou as áreas necessárias para a construção da estação Sapopemba. Suas obras foram iniciadas em 11 de junho do mesmo ano.
A construtora responsável pelas finalização das obras, Azevedo e Travassos, sofreu problemas financeiros causados pela crise econômica de 2014 e paralisou as obras da estação em diversas ocasiões até abandoná-las em setembro de 2018. Após a realização de distrato entre o Metrô e a construtora, nova licitação foi realizada e as obras retomadas em abril de 2019 pela empresa Ster Engenharia, com previsão de inauguração para o final de 2019.
A estação Sapopemba foi inaugurada em 16 de dezembro de 2019.

### Diagrama da estação
|  | ↓ a ↓ |

| 1 |

|  | ↑ b ↑ |

|  | ↓ a ↓ |

| 1 |

|  | ↑ b ↑ |

|  | ↓ a ↓ |

| 1 |

|  | ↑ b ↑ |

|  | ↓ a ↓ |

| 1 |

|  | ↑ b ↑ |

### Tabela
| Sigla | Estação   | Inauguração | Capacidade     | Integração                                                    | Plataforma | Posição | Notas |
| ----- | --------- | ----------- | -------------- | ------------------------------------------------------------- | ---------- | ------- | ----- |
| SAP   | Sapopemba | 2019        | Não confirmada | Bilhete Único da SPTrans e Terminal Sapopemba/Teotônio Vilela | Central    | Elevada |       |

## Terminal (SPTrans)
O Terminal Sapopemba/Teotônio Vilela é um dos 28 terminais de ônibus geridos pela prefeitura de São Paulo, através da SPTrans, atendendo a 17 linhas.
O Terminal Sapopemba foi projetado em 2003 para atender ao projeto do trecho Leste do Expresso Tiradentes. A área para a sua construção foi desapropriada em 24 de fevereiro de 2003, através do Decreto Municipal Nº 42.904.
As obras do terminal foram contratas junto à empresa Andrade Gutierrez e foram iniciadas em 17 de dezembro de 2005. O terminal Sapopemba foi inaugurado em 11 de outubro de 2006, tendo custado R$ 17 milhões.

### Características
O terminal possui área de 8.400 metros quadrados, dois quais 2.250 metros quadrados de edificações e uma área de cobertura das plataformas de 1.970 metros quadrados. A área construída é dividida em duas partes: edifício de apoio e plataformas.

## Toponímia
A palavra "Sapopemba" é originária da Língua tupi, significando "raiz angulosa, com protuberâncias", sendo sapó ("raiz") e pem ("anguloso, com protuberâncias"), denominando uma espécie de árvore comum na Amazônia. A região do terminal recebeu o nome de Sapopemba em virtude da Estrada do Sapopemba, caminho aberto ainda no período imperial e que hoje é denominada Avenida Sapopemba.